# Народная организация Азании
Народная организация Азании (англ. Azanian People’s Organisation, AZAPO, АЗАПО) — политическая партия в Южно-Африканской Республике, бывшее леворадикальное освободительное движение. Два молодёжных крыла организации — это Азанийское студенческое движение (AZASM) для учащихся старших классов и Азанийское студенческое объединение (AZASCO) для студентов университетов; женское крыло — Женская организация ИМБЕЛЕКО. Идеи организации черпаются в философии Движения чёрного сознания, разработанной Стивом Бико, Абрамом Онкгопоце Тиро и Вуйелвой Машалабой, а также в марксистском научном социализме.

## История
АЗАПО была сформирована из трёх организаций «черного сознания»: Конвенции чернокожих (BPC), Южноафриканской студенческой организации (SASO) и Программ чернокожего сообщества (BCP), — из числа 17 подобных организаций, запрещенных 19 октября 1977 года за их роль в восстаниях в Соуэто 16 июня 1976 года. Через год после образования АЗАПО, в сентябре 1979 года, на конференции в Роодепоорте, было сформировано национальное руководство во главе с Кертисом Нкондо в качестве президента :436. В 1987 году АЗАПО была вновь запрещена правительством ЮАР; её активисты вынуждены были уйти в подполье или покинуть страну. В октябре 1994 года АЗАПО объединилась со своей сестринской организацией в изгнании — Движением черного сознания Азании (BCMA).
АЗАПО выступала за изоляцию режима апартеида в ЮАР, в том числе посредством так называемого «культурного бойкота». Она добивалась, чтобы чёрное население ЮАР набиралось решимости бороться за свои права, объединялось в профсоюзы и общественные организации.
Вооруженным крылом АЗАПО была Азанская национально-освободительная армия (AZANLA), получившая поддержку и проходившая военную подготовку в КНР, Ливии, Ботсване, Палестине, Сирии, Зимбабве и Эритрее. Соглашение об обучении бойцов AZANLA было заключено также с Ираком, но этому помешала Первая война в Персидском заливе в 1990 году. АЗАПО и её военизированная организация, занимавшие более левые и радикальные позиции, нежели Африканский национальный конгресс (и союзная тому Южноафриканская коммунистическая партия), в 1980-е годы были вовлечены в кровавую междоусобную вражду с АНК.
Запрет на АЗАПО вместе с его молодёжным крылом AZAYO был снят в 1990 году, что позволило ему продолжить свою политическую деятельность в легальном поле. Организация была приглашена на переговоры о демонтаже апартеида, но отказалась участвовать — решение, которое привело к отставке двух высокопоставленных членов, Монвабиси Вуза и Имрана Муса. Затем партия бойкотировала выборы 1994 года, но с тех пор принимала участие во всех последующих избирательных кампаниях. АЗАПО завоёвывала по одному месту на выборах 1999, 2004 и 2009 годов, но не смогла избрать ни одного депутата на всеобщих выборах 2014 года.
21 марта 1998 года от АЗАПО отделилась одна фракция, сформирова Социалистическую партию Азании (СОПА). АЗАПО и СОПА вели регулярные переговоры, направленные на воссоединение и слияние двух партий, но они прерывались в 2004, 2007 и снова в 2013 году. В СОПА более ощущается марксистское влияние, туда входит и группа троцкистов-сторонников ламбертистского Четвёртого интернационала.
Одним из основателей и лидеров АЗАПО был Дон Маттера. Нынешний лидер (национальный президент) партии — Страйк Токоане. Он был избран новым президентом АЗАПО на 39-м национальном съезде партии в Соуэто.

## Результаты выборов
| Выборы | Голоса | Процент голосов | Места    | +/-  | Правительство    |
| ------ | ------ | --------------- | -------- | ---- | ---------------- |
| 1999   | 27,257 | 0.17 %          | 1 из 400 | -    | оппозиция        |
| 2004   | 39,116 | 0.25 %          | 1 из 400 | ▬ ±0 | оппозиция        |
| 2009   | 38,245 | 0.22 %          | 1 из 400 | ▬ ±0 | оппозиция        |
| 2014   | 20,421 | 0.11 %          | 0 из 400 | ▼ 1  | внепарламентская |
| 2019   | 12,823 | 0.07 %          | 0 из 400 | ▬ ±0 | внепарламентская |